# Pavimento della chiesa di San Francesco di Deruta
Il Pavimento della chiesa di San Francesco, composto da ceramiche smaltate ed eseguito nel 1524, proviene dalla derutese chiesa di Sant'Angelo, dove rimase fino al Settecento, poi venne collocato nella chiesa di San Francesco, dove è stato ritrovato nel 1902. Ora è conservato nel museo regionale della Ceramica di Deruta.

## Storia
In origine era collocato nella cappella della Compagnia del Rosario o della Morte presso la chiesa di Sant'Angelo. In seguito, probabilmente nel Settecento, fu rimosso e trasferito nella chiesa di San Francesco, dove rimase fino al suo ritrovamento nel 1902, sotto il pavimento della chiesa stessa.
Ora è conservato, diviso in due parti, nel Museo regionale della ceramica in una sala dedicata tutta a lui.

## Descrizione
Il pavimento è costituito da 200 mattonelle a forma di stella ad otto punte che si alternano ad altre a forma di croce obliqua ed infine da mattonelle rettangolari e quadrate con funzioni di cornice.
Le mattonelle a stella presentano motivi decorativi a figure sacre e profane (profeti, muse, divinità olimpiche, santi, figure allegoriche, profili maschili e femminili); quelle a croce sono per lo più decorate ad arabeschi e girali.
Mentre i soggetti e i colori rimandano al Perugino, la forma delle mattonelle richiama lo stile moresco.
Il pavimento è eseguito in policromia e i colori predominanti sono il blu, il verde il giallo e il bruno; su di un riquadro rettangolare, posto sul lato destro, è possibile leggere la data 1524 anno dell'esecuzione del pavimento. L'opera è attribuita a Nicola Francioli detto "Co", citato nei documenti d'archivio tra il 1513 e il 1565, per la qualità dell'esecuzione pittorica, l'uso dei colori e l'impianto decorativo, che permettono di relazionare le mattonelle a due opere firmate dal pittore derutese.